# Clairefontaine
Clairefontaine (Luxemburgs: Badebuerg, Duits: Bardenburg) is een gehucht in de Belgische provincie Luxemburg. Het ligt in Autelbas, een deelgemeente van de stad Aarlen. Clairefontaine ligt nabij de grens met Luxemburg.

## Bezienswaardigheden
- De ruïnes van de cisterciënzerabdij van Clairefontaine.

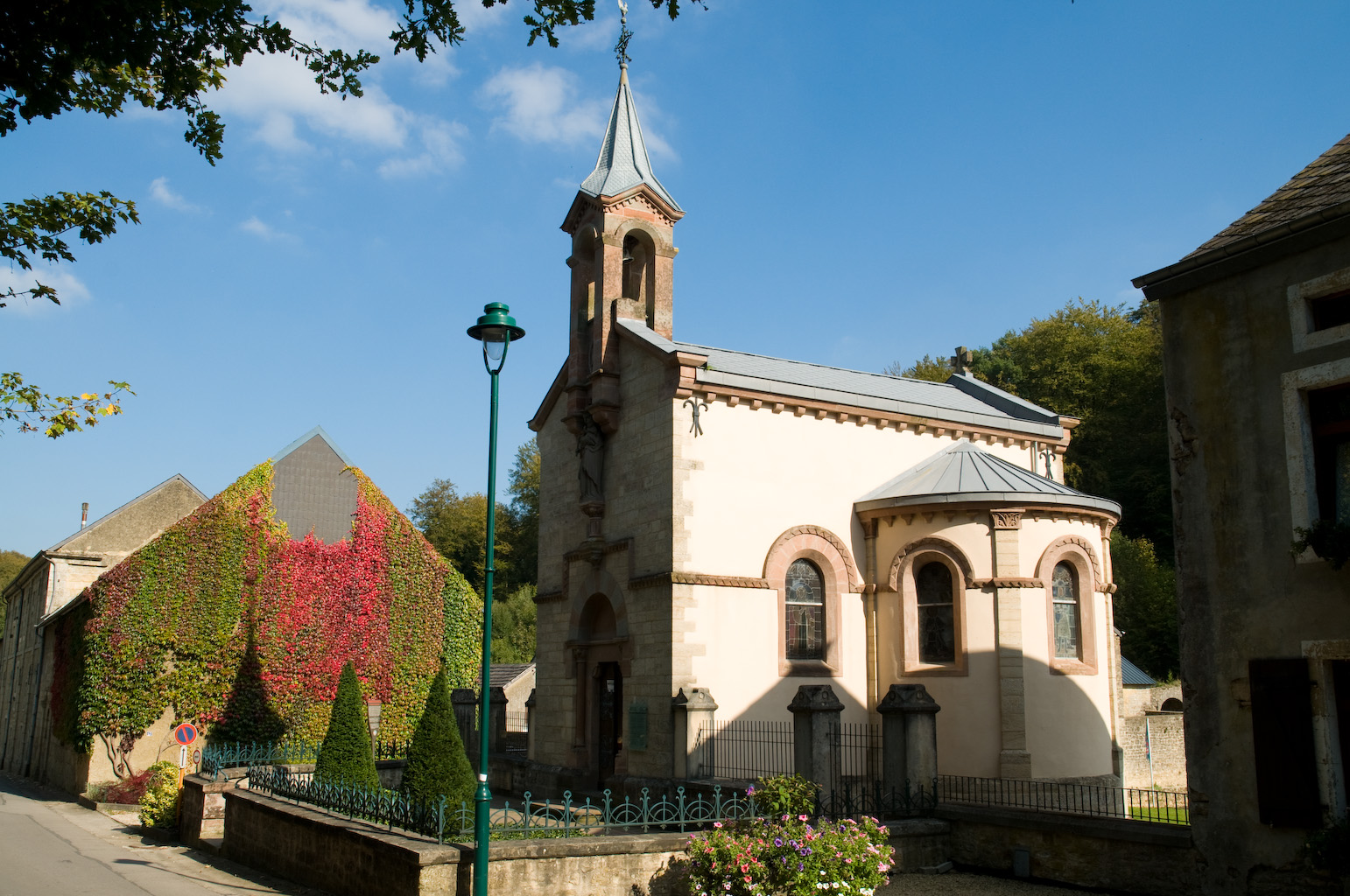
Abdijkapel

Deelgemeenten: Aarlen · Autelbas-Barnich · Bonnert · Guirsch · Heinsch · Toernich

Overige kernen: Autelhaut · Barnich · Clairefontaine · Fouches · Frassem · Freylange · Heckbous · Rosenberg · Sampont · Schoppach · Sesselich · Seymerich · Stehnen · Sterpenich · Stockem · Udange · Viville · Waltzing · Weyler · Wolberg

Belgische gemeenten · Arrondissement Aarlen · Luxemburg · Wallonië